# Muhammad Nadschib ar-Rubai'i

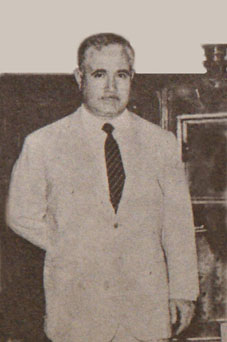
Muhammad Nadschib ar-Rubai'i

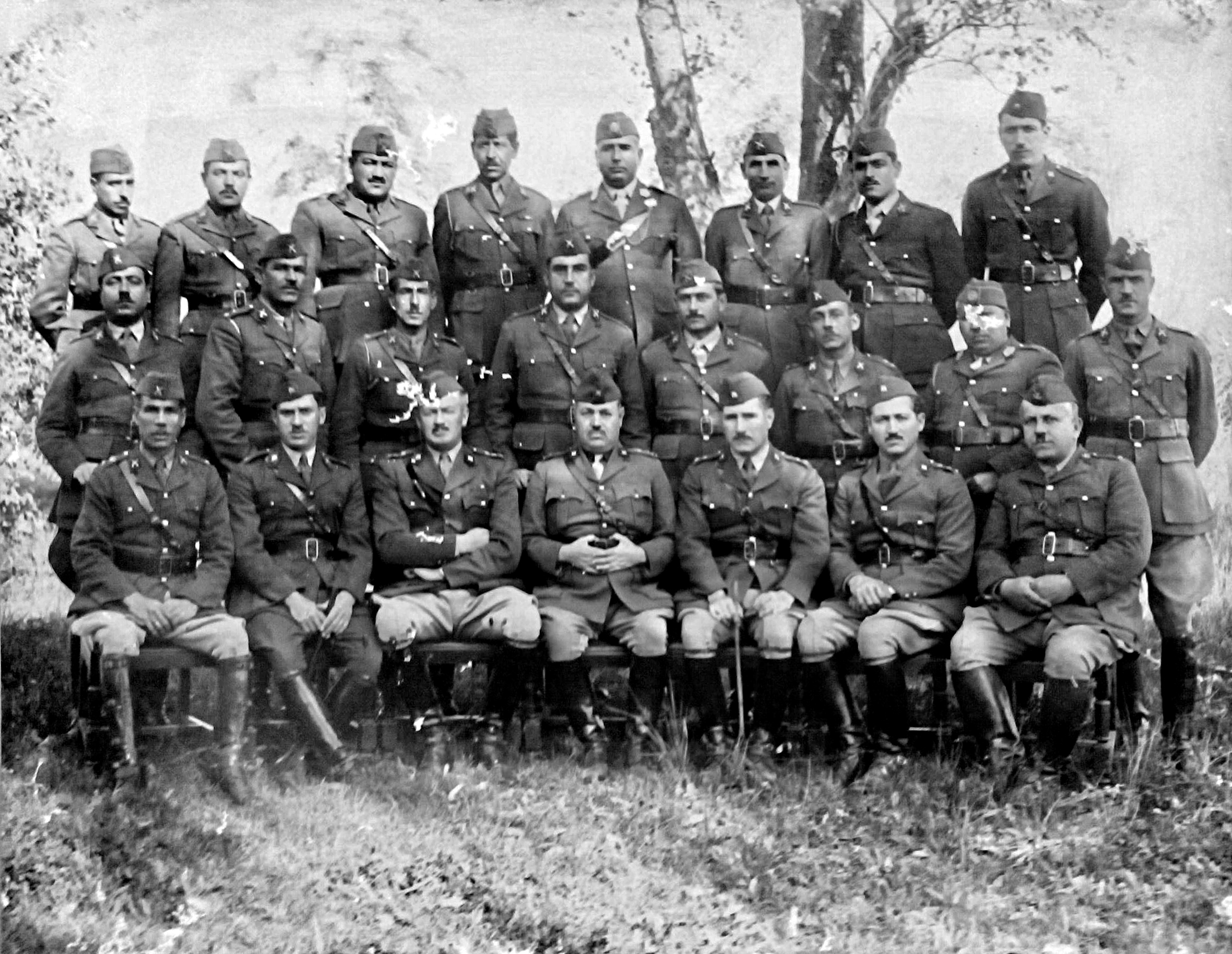
Muhammad Nadschib 1942

Muhammad Nadschib ar-Rubai'i (arabisch محمد نجيب الربيعي, DMG Muḥammad Naǧīb ar-Rubaiʿī) (1904–1965) war das erste Staatsoberhaupt der Republik Irak vom 14. Juli 1958 bis zum 8. Februar 1963.
Er war zusammen mit Abd al-Karim Qasim einer der Anführer des Staatsstreichs von 1958, der König Faisal II. stürzte. Durch den Putsch kam Abd al-Karim Qasim an die Macht und wurde Premierminister. Ar-Rubai'i wurde Vorsitzender des dreiköpfigen Souveränitatsrates (Staatsrat), der als kollektives Staatsoberhaupt fungierte, aber nur repräsentative Aufgaben hatte. Der Souveränitatsrat repräsentierte die drei wichtigsten Volksgruppen im Irak (sunnitische Araber, schiitische Araber, sunnitische Kurden) und ar-Rubai'i vertrat die sunnitischen Araber, Khalid an-Naqschbandi die sunnitischen Kurden und Muhammad Kubba die schiitischen Araber. Ar-Rubai'i wurde ebenfalls Vorsitzender des Sicherheitsrates.
Am 7. Oktober 1959 versuchte der 22-jährige Saddam Hussein vergebens ihn bzw. Qasim zu ermorden. Im Februar 1963 wurde Qasim durch einen Putsch Abd as-Salam Arifs abgesetzt. Ar-Rubai'i musste sich aus der Politik zurückziehen und spielte keine weitere Rolle mehr. Er starb 1965.